# Jac. Eriks
Jac. (Jacob) Eriks, (Amsterdam, 2 december 1895 - Laren, 25 december 1965) was een Nederlandse kunstschilder. Hij was bekend van onder meer landschapsschilderijen, portretten en wandschilderingen. Ze kregen een plaats in diverse gebouwen en kerken.
Na zijn opleiding aan de Amsterdamse Tekenschool voor Kunstambachten, werkte Eriks aanvankelijk als decorschilder in de Amsterdamse Stadsschouwburg. Op advies van G.H. Breitner werd hij in 1917 op de Rijksacademie te Amsterdam ingeschreven. Hij was een leerling van August Allebé en Antoon Derkinderen. In 1923 ontving hij de Rijkssubsidie voor jonge beeldende kunstenaars vanwege aanstormend talent. Vanaf die tijd woonde en werkte hij in het Noord-Hollandse Laren waar hij op 25 december 1965 overleed.